# Krupy (Mazovie)
Pour les articles homonymes, voir Krupy.
Krupy  [ˈkrupɨ] est un village polonais de la gmina de Kosów Lacki dans le powiat de Sokołów et dans la voïvodie de Mazovie, au centre-est de la Pologne.
Il se situe à environ de 5 kilomètres au nord-ouest de Kosów Lacki, 27 kilomètres au nord de Sokołów Podlaski et à 89 kilomètres au nord-est de Varsovie.
Sa population est de 55 habitants.